# Klatka schodowa

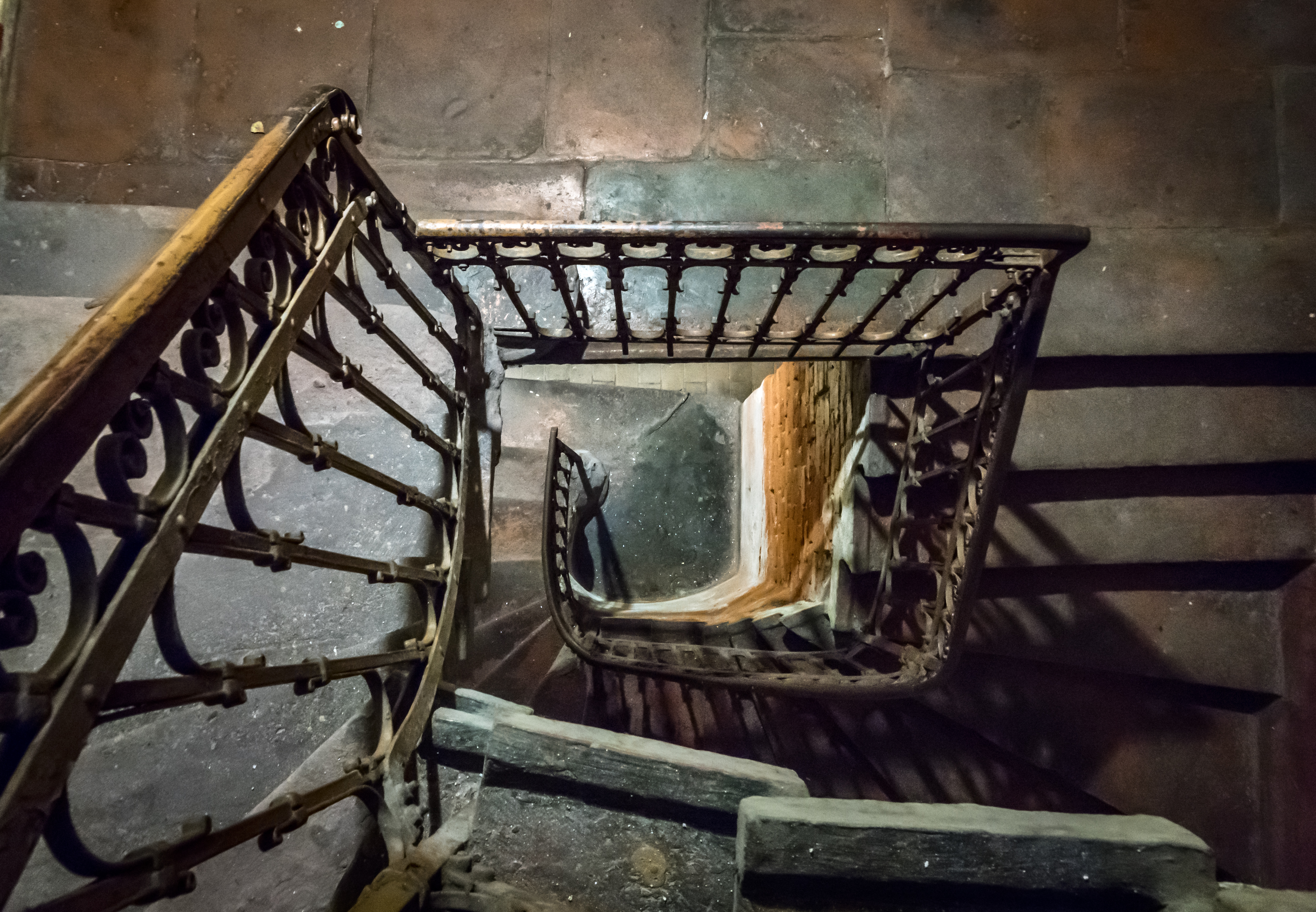
Klatka schodowa domu w Nowej Rudzie

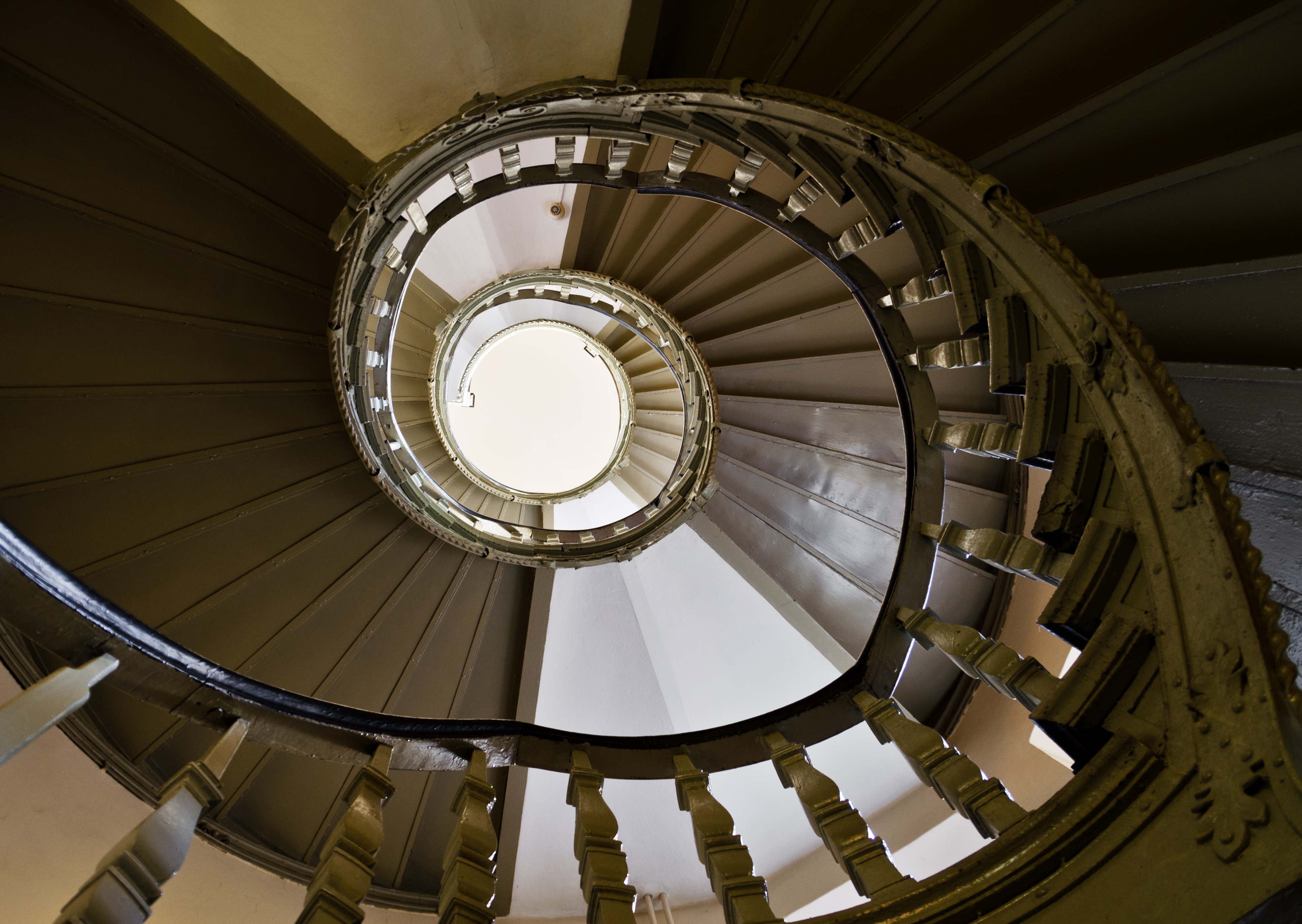
Klatka schodowa w ratuszu w Kłodzku

Klatka schodowa – pomieszczenie przeznaczone dla schodów, wydzielone ścianami z budynku lub dobudowane w postaci dobudówki, wieży.
Do najstarszych i najprostszych form klatek schodowych należą pomieszczenia ze schodami krętymi umieszczane wewnątrz grubych murów oraz przylegające do budowli w postaci niewielkich okrągłych lub wielobocznych dobudówek wieżowych. Począwszy od średniowiecza, w zamkach, klatka schodowa zaczęła przyjmować charakter reprezentacyjny, stając się w okresie baroku obszernym pomieszczeniem o urozmaiconym układzie schodów i bogatym wystroju architektonicznym – zwłaszcza w pałacach.
Klatka schodowa może być oświetlona światłem dziennym przez okna umieszczone w ścianach, świetliki lub latarnie na dachu.
Układ schodów w klatce schodowej, w zależności od ich kształtu w rzucie poziomym:
- schody proste jedno-, dwubiegowe
- schody dwubiegowe powrotne
- schody trój- lub czterobiegowe łamane
- schody zabiegowe
- schody wachlarzowe
- schody kręte
- schody rozdzielne (w kształcie litery T)

## Układy schodów

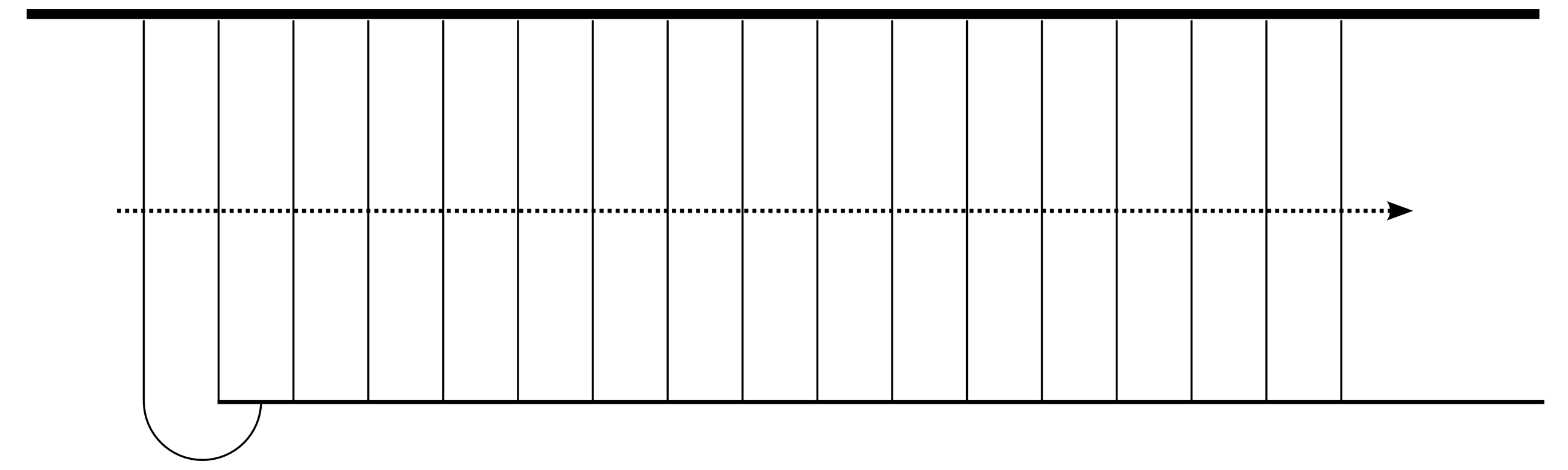
Schody jednobiegowe proste
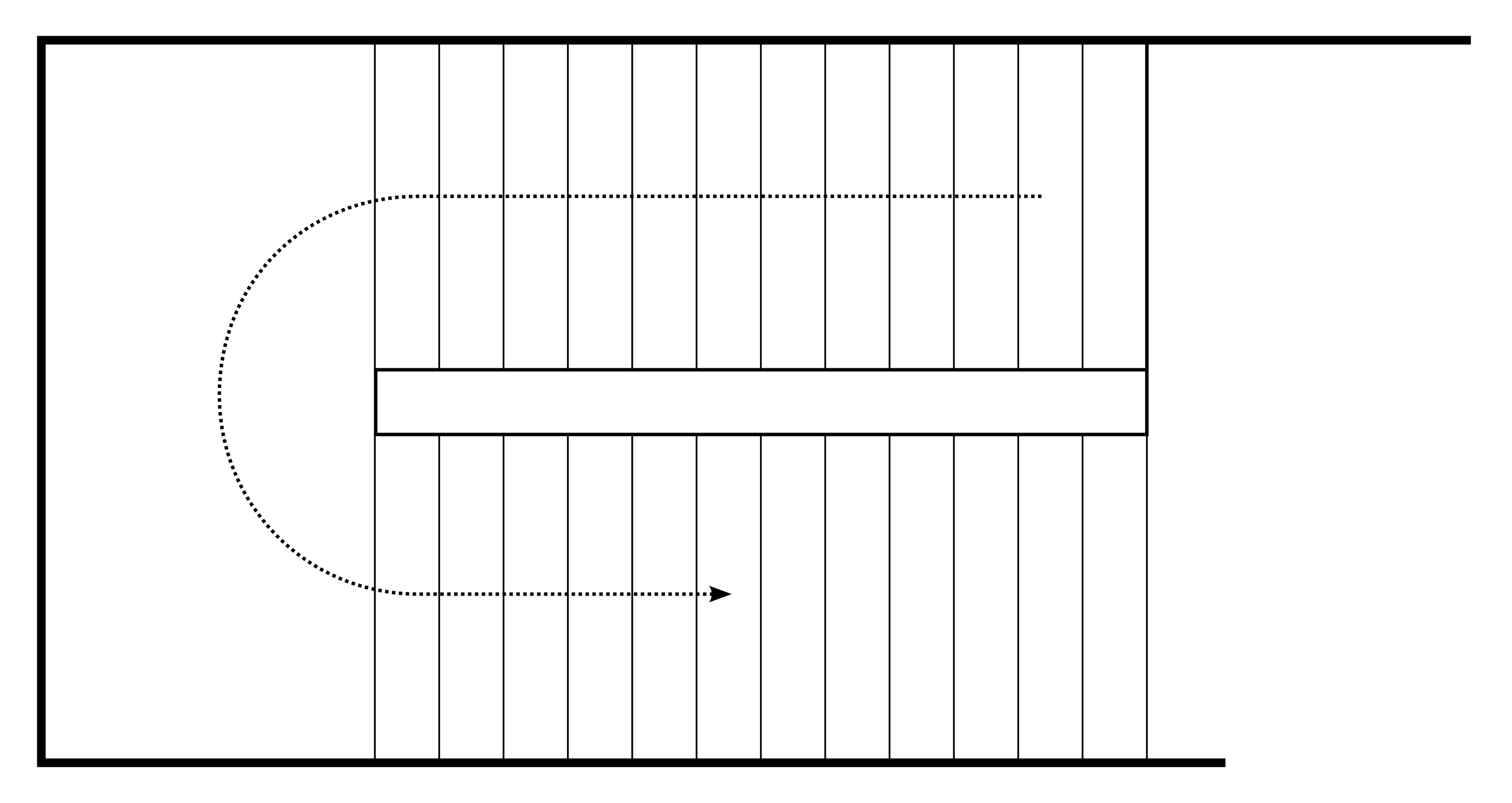
Schody dwubiegowe powrotne
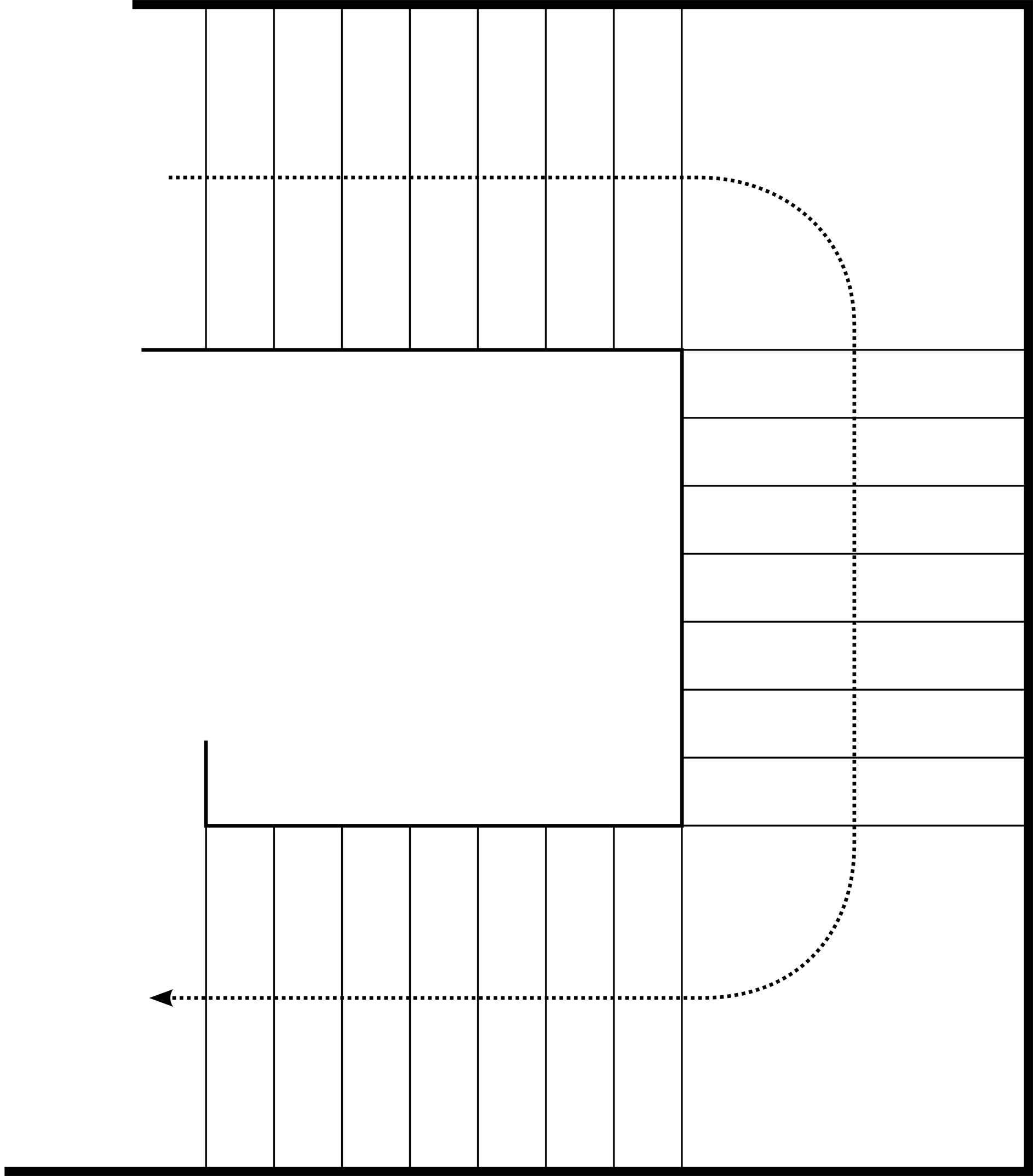
Schody łamane trójbiegowe
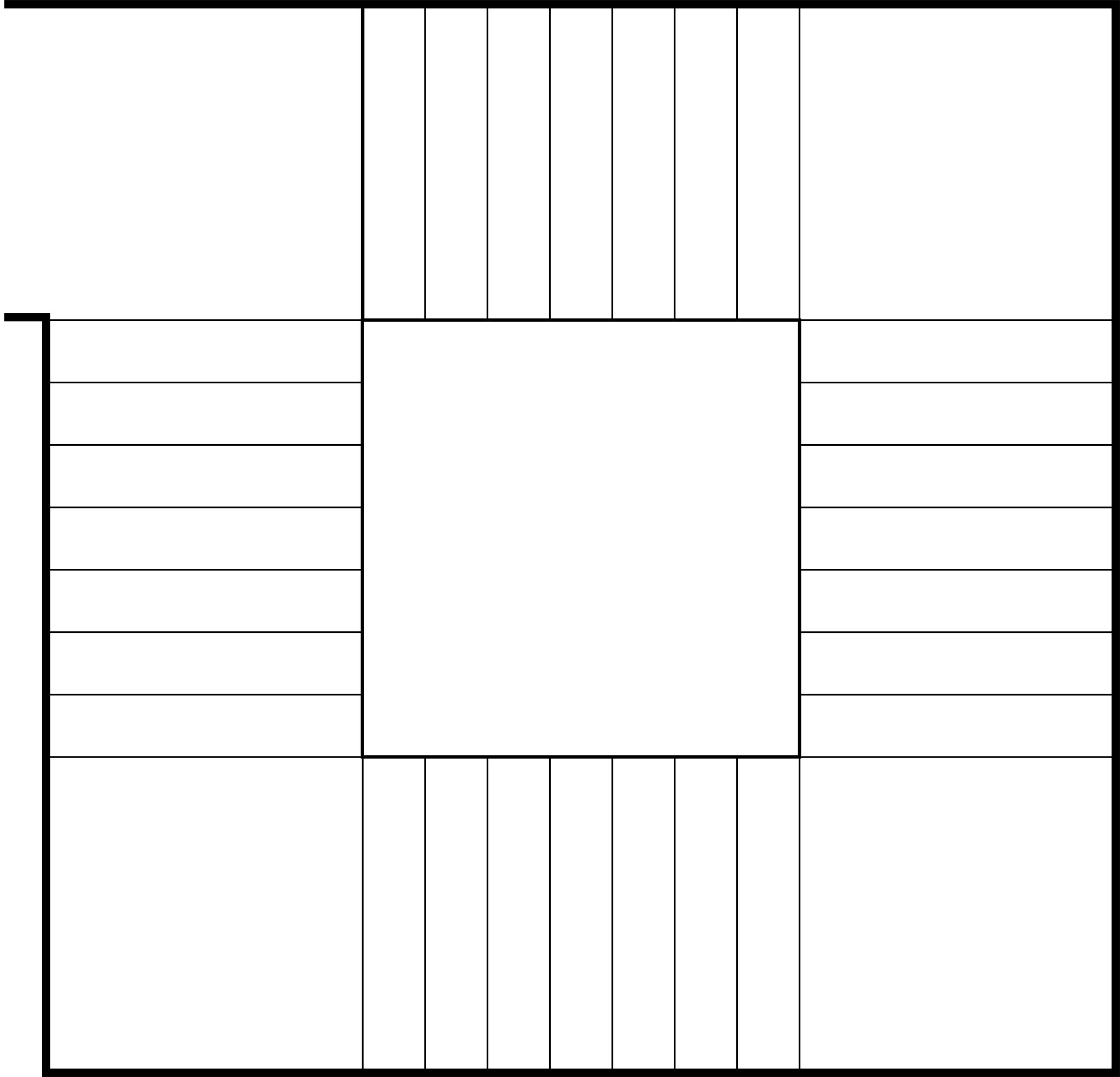
Schody łamane czterobiegowe
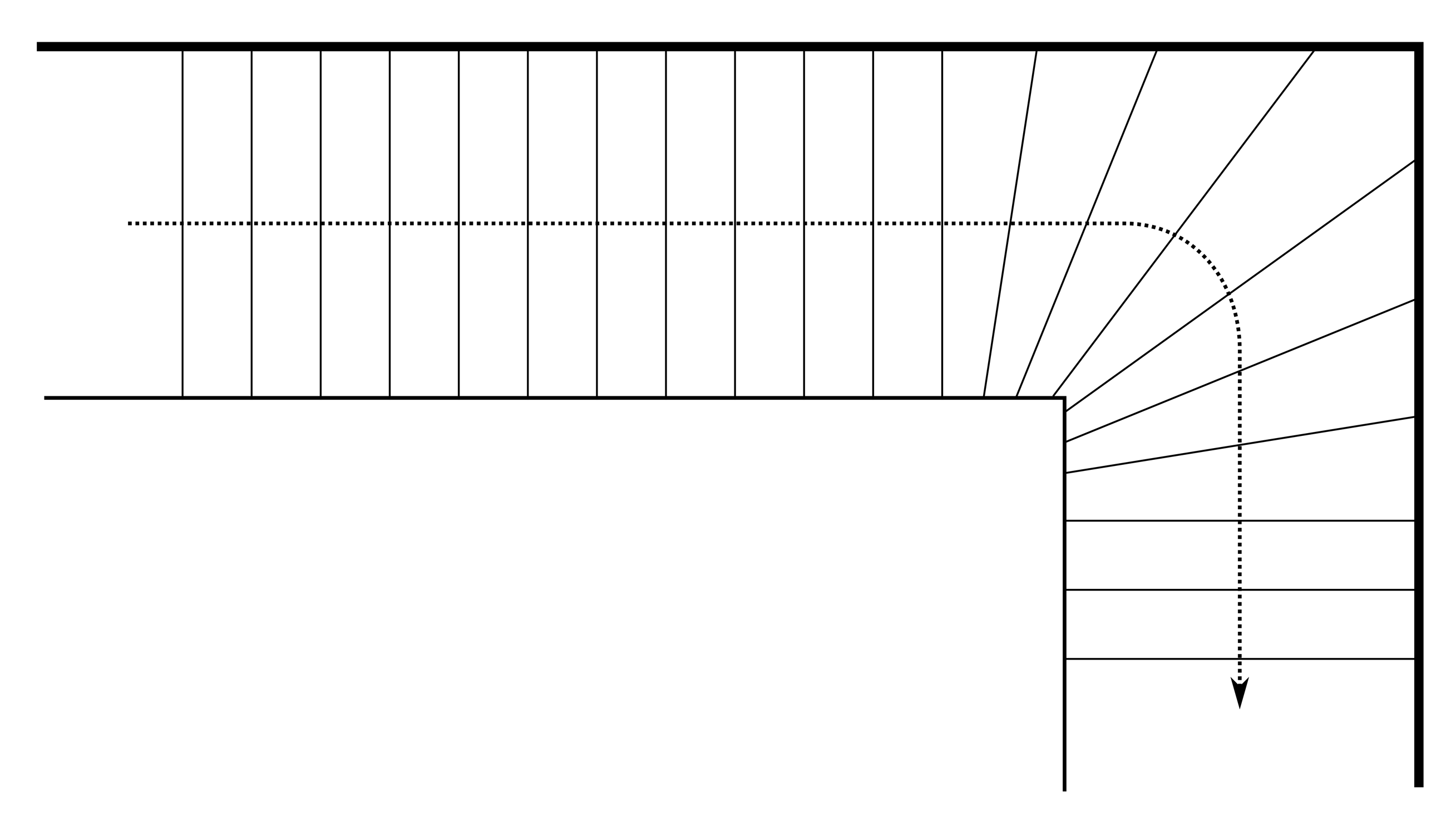
Schody zabiegowe
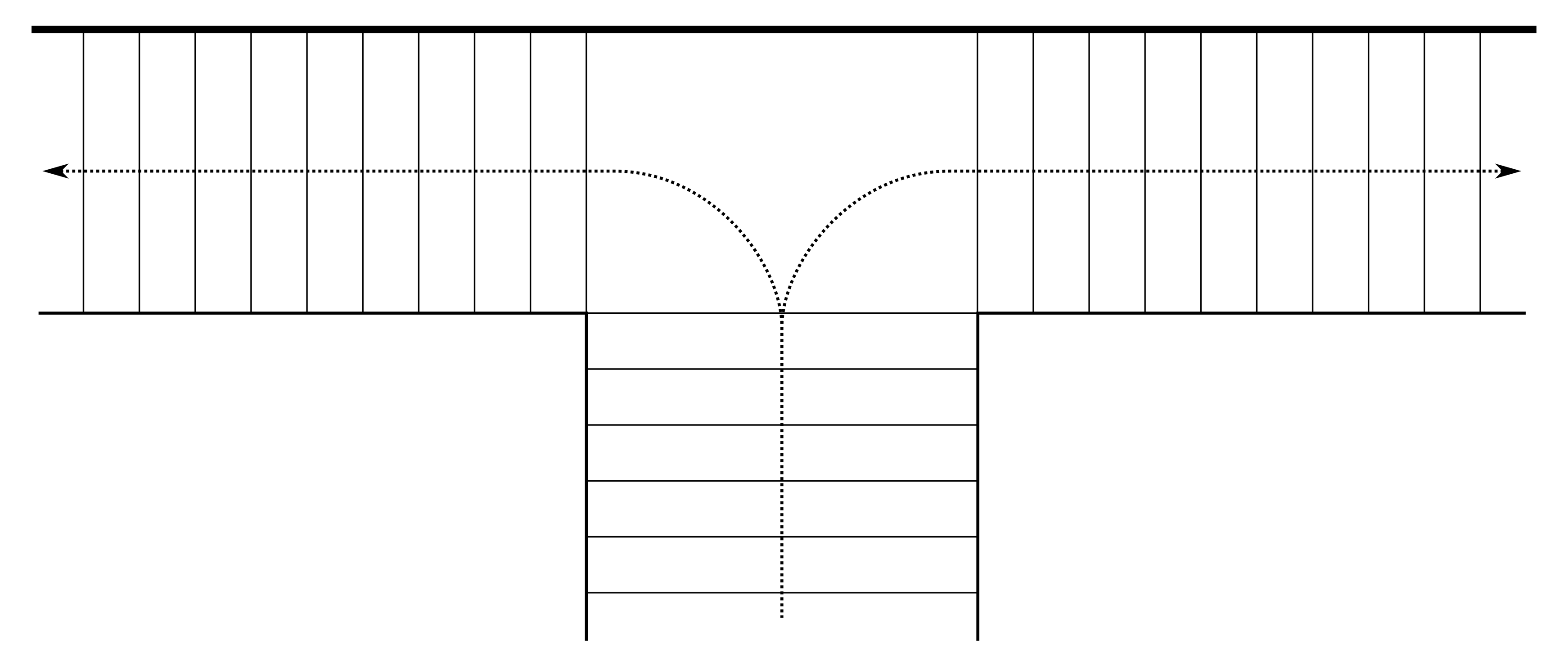
Schody rozdzielne
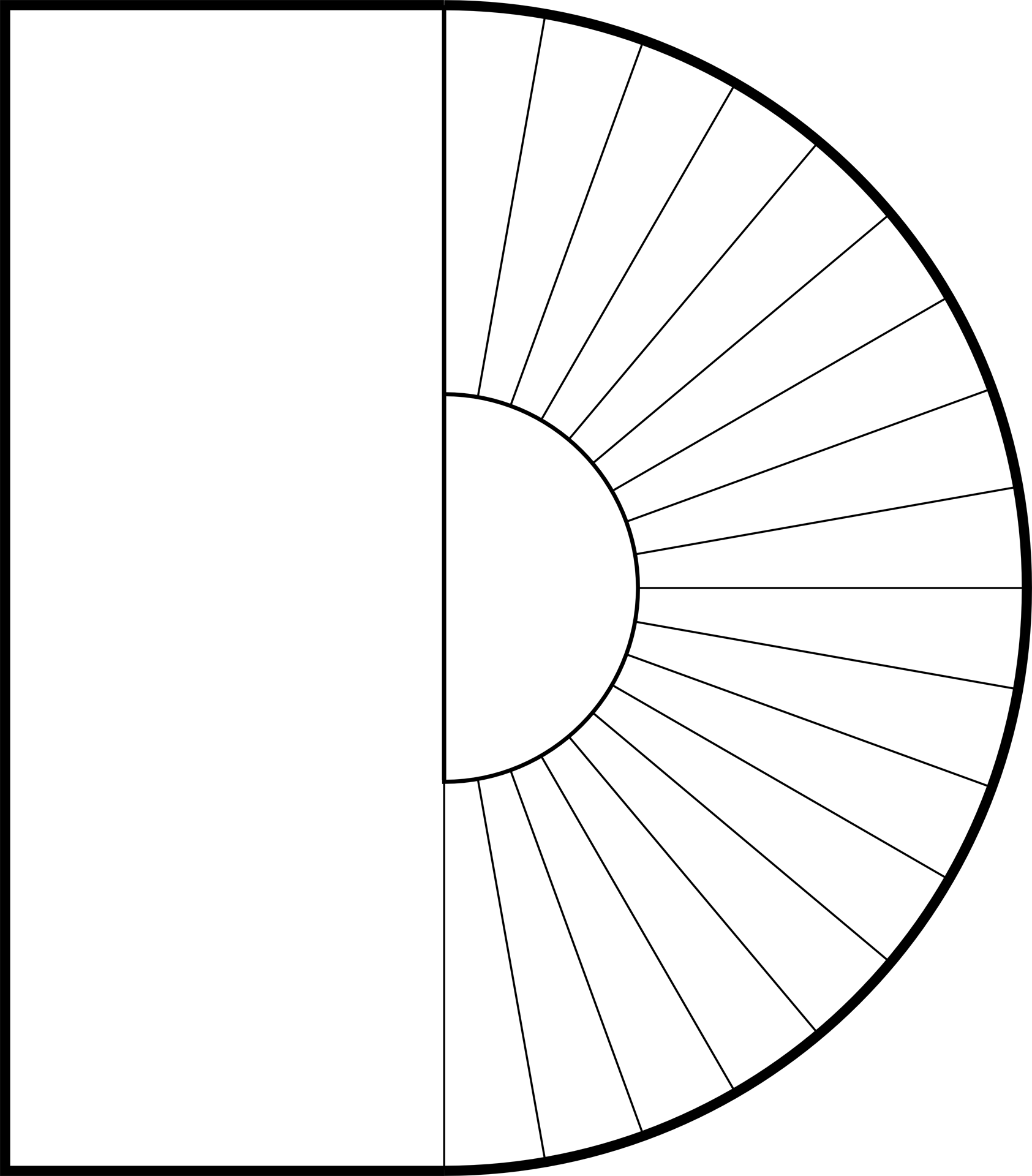
Schody wachlarzowe
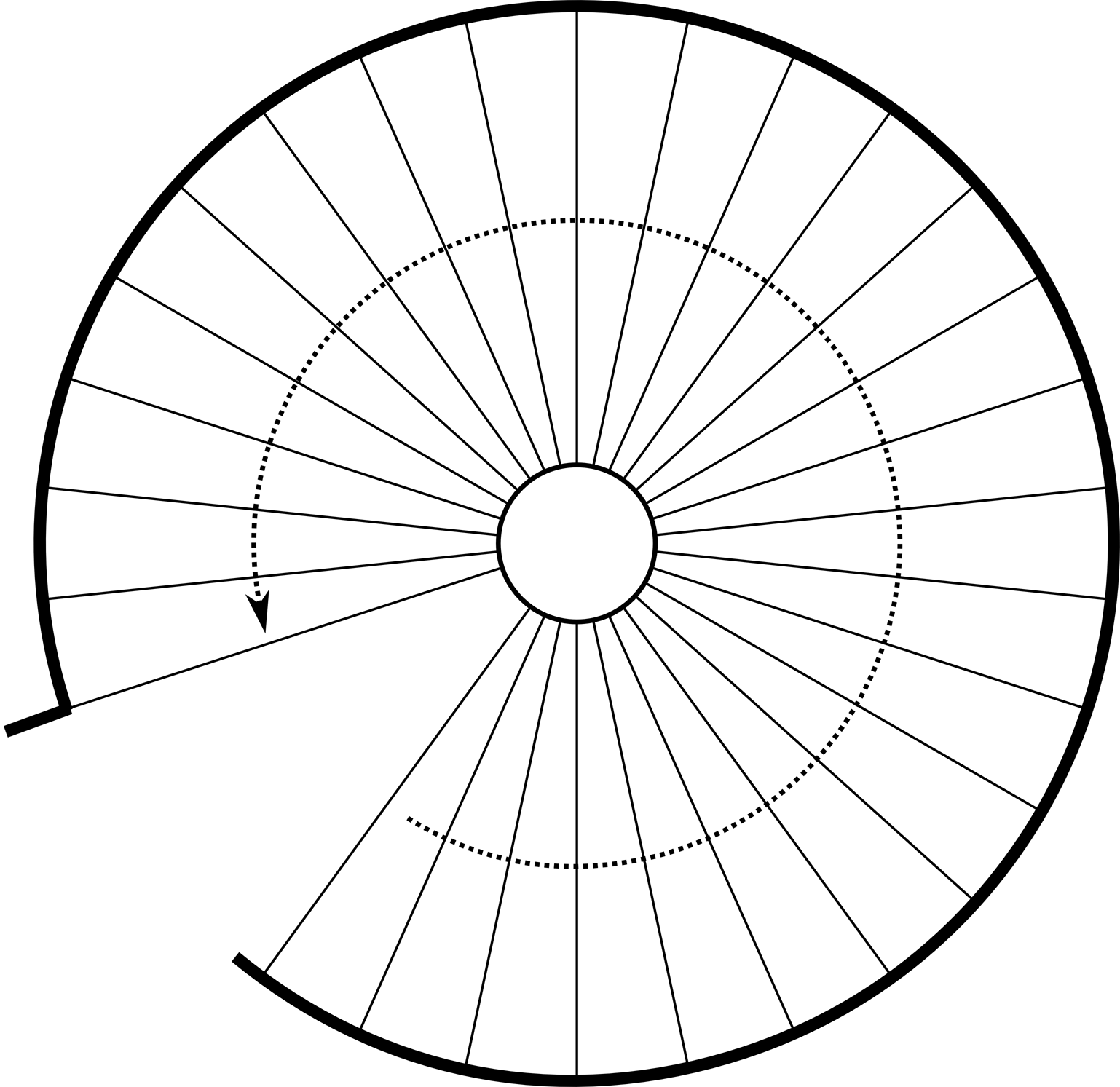
Schody kręte